# TOYOBOメモリーポップス
『TOYOBOメモリーポップス』（とうようぼうメモリーポップス）は、1986年4月から2001年3月までTBSラジオで放送されていた洋楽専門の音楽番組。他にJRN系列のCBCラジオとRKBラジオでも放送されていた。東洋紡の一社提供。

## 放送時間
殆どの時期においては毎週日曜 11:00 - 11:55（日本標準時）に放送。
パーソナリティが渡辺真理になってからは、日曜昼のワイド番組『渡辺真理 MELODY MARKET』（日曜 11:00 - 15:00）内で 11:05 - 12:00 に放送されていた。そしてパーソナリティが高見知佳に替わってからも、彼女が担当する『高見知佳 サンデー・グッド・セレクション』（日曜 11:00 - 15:00）内で同じ時間帯に放送されていた。
『サンデー・グッド・セレクション』の終了後には 11:00 - 11:55 に放送の単独番組へと戻り、以後は最終回までこの時間帯で放送され続けた。

## 歴代パーソナリティ
- 鮎川麻弥[1]（1986年4月 - 1990年9月）
- 井上真紀[2]（1990年10月 - 1992年9月）
- 小室香奈子[3]（1992年10月 - 1994年3月）
- 斎藤英津子[4]（1994年4月 - 1996年9月）
- 渡辺真理[5]（1996年10月 - 1998年3月）
- 高見知佳[6]（1998年4月 - 2001年3月）